# Caterina Klusemann
Caterina Klusemann, née le 8 février 1973 à Lucques en Italie, est une réalisatrice connue en France pour ses documentaires sur Arte,.
Ses principales œuvres sont les deux premières parties d'une trilogie, commençant avec Ima (2001) sur l'histoire de sa famille maternelle (2003 Prix Findling), et puis Georg (2007, première diffusion prévue pour juin 2008), sur son père Georg Klusemann mort en 1981.
.